# Feng Xiaogang
Pour les articles homonymes, voir Feng.
Dans ce nom, le nom de famille, Feng, précède le nom personnel.
Feng Xiaogang (chinois simplifié : 冯小刚 ; pinyin : féng xiǎogāng), est un réalisateur, scénariste et acteur chinois, né le 18 mars 1958 à Pékin, d'une famille originaire de Xiangtan, dans la province du Hunan, en République populaire de Chine.

## Biographie
Feng Xiaogang est le fils d'un professeur de lycée et d'une infirmière d'une usine. Il est marié à l'actrice chinoise Xu Fan (徐帆).
Il commence à travailler pour le cinéma en 1985 au centre d'art de la télévision de Pékin. Plus tard, il se met à écrire des scénarios et travaille alors avec le metteur en scène Zheng Xiaolong et le scénariste Wang Shuo (王朔). Il accède à la renommée en dirigeant le film Dream Factory en 1997. Le film connut un grand succès en Chine et posa les bases d'un style que l'on appelle désormais le Hesui Pian (贺岁片) (film du nouvel an). Son dernier film Aftershock, consacré au tremblement de terre de Tangshan en 1976, a battu les records d'entrées en 2010 et a rapporté 100 millions de dollars de recettes pour un budget de 20 millions de dollars.
Au Festival international du film de Saint-Sébastien 2016, son film I Am Not Madame Bovary remporte la Coquille d'or.

## Filmographie

### Réalisateur
- 1994 : J'ai perdu mon amour pour toujours (永失我爱, yǒng shī wǒ ài)
- 1997 : Première fête, deuxième fête (zh) (甲方乙方, jiǎ fāng yǐ fāng)
- 1998 : Se disperser invisiblement (zh) (不见不散, bù jiàn bù sǎn)
- 1999 : Sans fin (zh) (没完没了, méi wán méi liǎo)
- 2000 : Un cri de soupir (zh) (一声叹息, yīshēng tànxī)
- 2001 : Funérailles de star (zh) (大腕, dàwàn)
- 2003 : Téléphone mobile (手机, shǒujī)
- 2004 : A World Without Thieves (天下无贼, tiānxià wú zéi)
- 2006 : La Légende du scorpion noir (夜宴, yè yàn)
- 2007 : Héros de guerre (集结号, jíjié hào)
- 2008 : La Perle Rare (zh) (非诚勿扰 / 非誠勿擾, fēi chéng wù rǎo)
- 2010 : Tremblement de terre à Tangshan (唐山大地震, tángshān dà dìzhèn)
- 2010 : La Perle Rare 2 (zh) (非诚勿扰2, fēi chéng wù rǎo 2)
- 2012 : Yi jiu si er (一九四二, yī jiǔ sì èr)
- 2016 : I Am Not Madame Bovary (我不是潘金莲, Wǒ Búshì Pān Jīnlián)
- 2017 : Youth (芳华, fāng huá)
- 2019 : Seul le nuage le sait (zh) (只有芸知道, zhǐ yǒu yún zhīdào)
- 2023 : La Perle Rare 3 (zh) (非诚勿扰3, fēi chéng wù rǎo 3)

### Scénariste
- 1992 : Da Sa Ba (大撒把, dà sǎbǎ)
- 1994 : Tiansheng Danxiao (天生胆小, tiānshēng dǎnxiǎo)
- 1997 : Première fête, Deuxième fête (zh) (甲方乙方, jiǎ fāng yǐ fāng)
- 2001 : Funérailles de star (zh) (大腕, dàwàn)

### Acteur
- 1994 : Yangguang Canlan de Rizi
- 2004 : Crazy Kung Fu
- 2005 : Wait 'Til You're Older
- 2018 : Les Éternels de Jia Zhangke